# La Nueva Esperanza, Berriozábal
La Nueva Esperanza är en ort i Mexiko.   Den ligger i kommunen Berriozábal och delstaten Chiapas, i den sydöstra delen av landet, 700 km öster om huvudstaden Mexico City. La Nueva Esperanza ligger 978 meter över havet och antalet invånare är 236.
Terrängen runt La Nueva Esperanza är huvudsakligen kuperad, men den allra närmaste omgivningen är platt. Terrängen runt La Nueva Esperanza sluttar västerut. Runt La Nueva Esperanza är det mycket tätbefolkat, med 1 056 invånare per kvadratkilometer. Närmaste större samhälle är Berriozábal, 7,7 km öster om La Nueva Esperanza. I omgivningarna runt La Nueva Esperanza växer huvudsakligen savannskog.